# ديسقوريا وبرية
الديسقوريا الوبرية أو اليام البري أو البطاطا الحلوة (الاسم العلمي:Dioscorea villosa) هي نوع من النباتات تتبع جنس الديسقوريا من الفصيلة الديسقورية.